# Corvus levaillantii
El cuervo de Levaillant (Corvus macrorhynchos levaillantii) es una especie de ave paseriforme de la familia Corvidae propia del sur de Asia. Se encuentra en Bangladés, India, Birmania, Nepal, Sri Lanka, y Tailandia. Anteriormente se consideraba  una subespecie del cuervo picudo, Corvus macrorhynchos levaillantii.